# 德国家庭党
德国家庭党 （简称：FAMILIE）是德国的一个以家庭为关注重点的保守主义小政党。
在 2014年欧洲议会选举中，该党首次获得德国以外区域的一个议会席位。在此期间那位欧洲议会议员退出了该党。 2016年3月以来，该党因为一名议员的加入而获得了图林根州议会的一个席位。 那位议员不久也退党了。

## 概述
德国家庭党自认为是一个中间派别的自由民主主义党派。
因为该党强调家庭对于国家和社会的重要角色和作用，批评德國聯邦政府的教育事業，与保守主义生态民主党的联盟，以及偶尔作为成员加入欧洲议会的欧洲保守派和改革主义者集团，该党被外界认为是保守主义政党。 然而对保守定义的一些传统概念，比如传统的家庭形象，宗教和教会在家庭内部的辅助作用和与家庭的关系，在该党党纲中却都没有。